# Maison Gabrielle-Roy
Vous lisez un « bon article » labellisé en 2014.
Pour les articles homonymes, voir Gabrielle Roy (homonymie).
La maison Gabrielle-Roy, située dans un quartier résidentiel de Saint-Boniface au Canada, est la résidence natale de l'écrivaine canadienne Gabrielle Roy. Construite en 1905, il s'agit d'une grande maison de style Four Square, un style architectural courant au début du XXe siècle au Manitoba, qui s'en distingue néanmoins par sa véranda et sa lucarne.
Gabrielle Roy a occupé cette maison de sa naissance en 1909 jusqu'en 1937. Elle a habité l'imaginaire de l'auteur, en particulier dans le roman Rue Deschambault. Achetée par un organisme en 1997, elle a été restaurée à son état de 1918 et convertie en maison-musée en 2003. Elle a été reconnue structure du patrimoine de Winnipeg en 1982, reconnue site provincial du patrimoine par la province du Manitoba en 2001 et désignée lieu historique national du Canada en 2009.

## Localisation
La maison Gabrielle-Roy se trouve au 375, rue Deschambault, dans le quartier de Saint-Boniface de Winnipeg, un secteur résidentiel à la limite du Vieux-Saint-Boniface, et à proximité de plusieurs monuments de la communauté francophone de Winnipeg.
Située entre les rivières Rouge et Seine au sud du Manitoba et tout juste à l'est de Winnipeg, Saint-Boniface a été fondée en 1818 et est le plus important centre francophone de l'Ouest canadien. Il a été la paroisse mère de nombreuses communautés francophones de cette région du Canada. Saint-Boniface a été constitué en municipalité de village en 1883, en ville en 1908, puis fusionné à Winnipeg en 1972. Avec Saint-Vital et Saint-Norbert, c'est l'un des trois quartiers de Winnipeg offrant des services municipaux en français et en anglais.

## Histoire

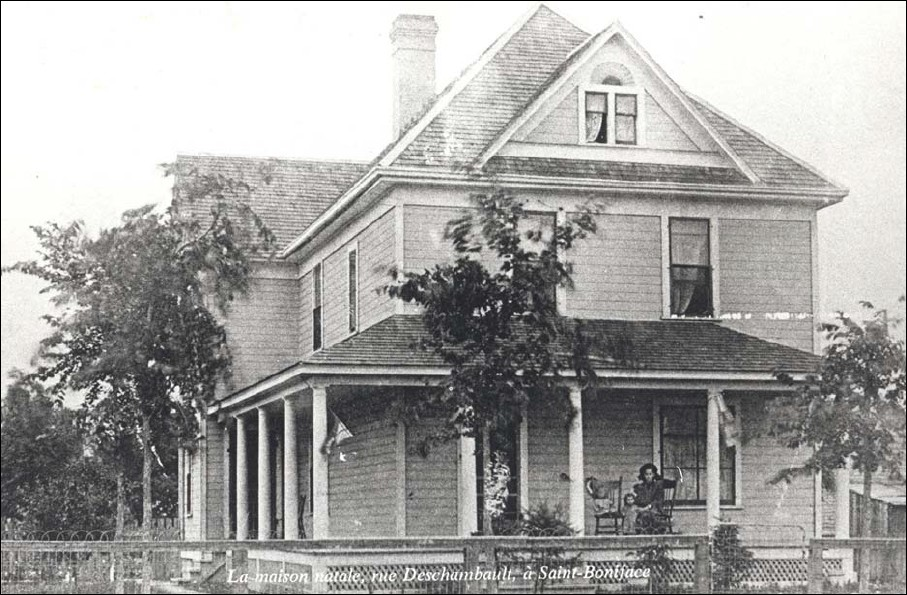
Maison Gabrielle-Roy vers 1910.

En 1903, Léon Roy, un agent de colonisation, achète un terrain au coin des rues Des Meurons et Deschambault dans le futur quartier Saint-Boniface pour 600 $ CA. Il le fait tout de suite diviser en cinq lots et n'en garde qu'un pour son usage personnel. Il confie la construction de sa maison à Zénon Landry, son beau-frère. Ce dernier ne surveille pas suffisamment les travaux, ce qui fait que, dès que la famille emménage en 1905, il remarque rapidement le manque d'isolation du mur nord. Mélina, la mère de Gabrielle, se plaint du manque d'un escalier de service et du manque de chambres pour les enfants. La maison est cependant considérée comme moderne pour une famille canadienne française de l'époque. En effet, elle comprend l'électricité, l'eau courante et une salle de bains à l'étage. Pour pallier les rigueurs de l'hiver manitobain, Léon Roy installe trois poêles à bois dans la maison, un à chaque étage.
Gabrielle, la plus jeune des onze enfants de Léon et Mélina, nait le 22 mars 1909. Elle vit dans la maison de sa naissance jusqu'en 1937. Elle est sept ans plus jeune que l'enfant précédent du couple et les plus vieux ont déjà quitté le logis familial ; elle connaît donc une enfance plutôt solitaire. En 1913, Léon est licencié six mois avant de prendre sa retraite et de recevoir une pension, ce qui porte un dur coup à la famille. Gabrielle commence l'école en 1915. Malgré la loi du Manitoba de 1916 faisant de l'anglais la seule langue d'enseignement, elle reçoit une éducation faisant place à la langue française et à la religion catholique. En 1918, Léon vend une de ses terres en Saskatchewan pour installer des calorifères chauffés par une chaudière au charbon dans la demeure.
Gabrielle entre en septembre 1928 à la Provincial Normal School de Winnipeg pour devenir institutrice et obtient son brevet d'enseignement en juin 1929. Elle commence son travail dans les localités de Marchand et de Cardinal avant d'entrer en 1930 à l'institut collégial Provencher de Saint-Boniface, où elle donne tous ses cours en anglais à de jeunes garçons. Ce travail lui permet de loger chez sa mère à peu de frais tout en étant une source de revenu régulière et appréciable en temps de crise économique. C'est durant cette période qu'elle prend goût à l'écriture et au théâtre. Elle joint des troupes de théâtre et développe son goût pour l'art dramatique. En 1937, elle prend un poste d'institutrice à la Petite-Poule-d'Eau, à 500 km au nord de Winnipeg, dans le but de grossir ses économies. À l'automne 1937, elle quitte Winnipeg pour l'Europe dans le but de perfectionner son art d'écrivain.

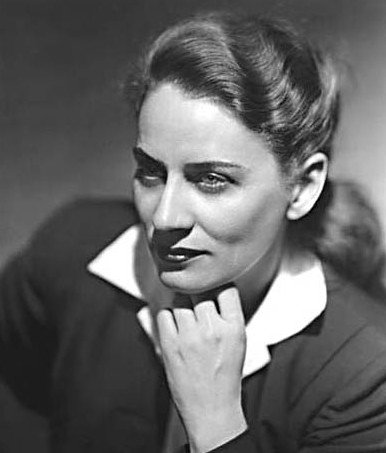
Gabrielle Roy en 1945.

Léon Roy meurt en 1929, laissant à sa femme une hypothèque de 1 200 $ CA, qui est partiellement payée par l'assurance-vie de ce dernier. Incapable de payer les assurances et les impôts fonciers, Mélina vend la maison à Frédéric Saint-Germain en 1936 pour 2 842 $ CA et elle prend un logement à l'étage. Au fil des ans, il déplace l'escalier vers l'arrière, réduit la cuisine d'été pour y installer un escalier pour accéder au grenier et remplace la véranda d'origine par deux petits perrons.
En 1981, la fille de Saint-Germain vend la maison à Marcien Émond pour 45 000 $ CA. Ce dernier consacre 65 000 $ CA à réparer la fondation, solidifier la maison au moyen de poutres, refaire le plancher de la cuisine d'été et la plomberie. Il réinstalle une véranda, mais sur trois côtés au lieu de deux. Il la revend 116 000 $ CA à Edmond Degagné en 1989 et qui la revend 118 000 $ CA à Trevor Uruski en 1992. Elle est cédée à la Corporation de La Maison Gabrielle-Roy en 1997 pour la somme de 155 000 $ CA. Cette dernière restaure la maison dans son état de 1918 au montant de 650 000 $ CA et le musée ouvre en 2003.
La maison a été reconnue structure du patrimoine de Winnipeg le 7 juin 1982. Le 21 novembre 2001 elle a été reconnue site provincial du patrimoine et finalement elle a été désignée lieu historique national du Canada le 28 mars 2009,.
La maison est mentionnée dans plusieurs œuvres de Gabrielle Roy, notamment Rue Deschambault et La Détresse et l’Enchantement.

## Caractéristiques

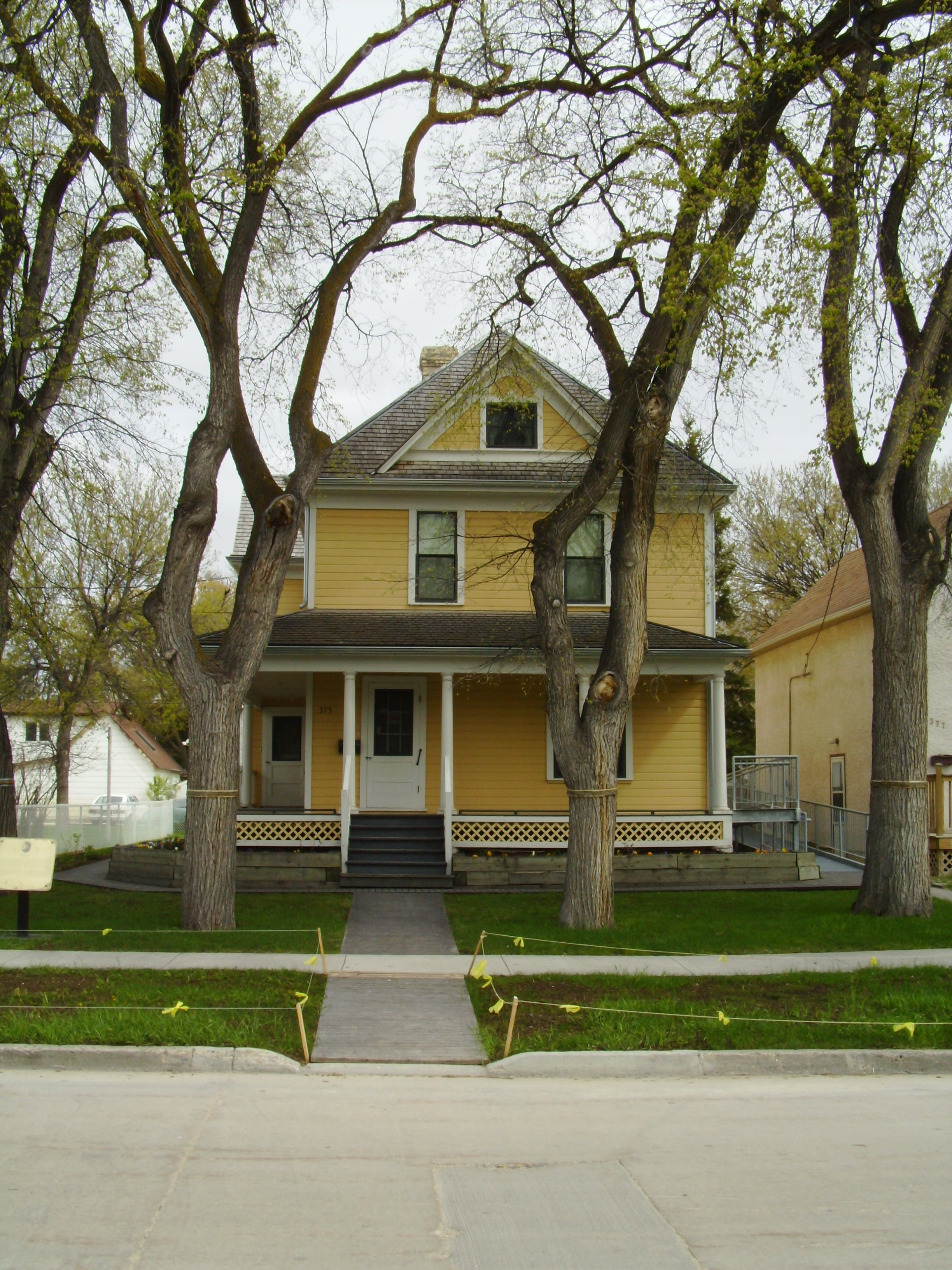
Vue de face de la maison

La maison comprend deux étages et demi et son plan est en L. Elle a été construite dans le style Four Square caractérisé par des plans et des élévations presque carrés, style courant pour une maison construite au début du XXe siècle au Manitoba. Elle s'en distingue néanmoins par son toit en croupe, sa lucarne et sa grande véranda. La structure de la maison est en ossature de bois. Le parement extérieur est en planches de bois horizontales. Les fenêtres sont de formes et de tailles différentes, elles sont en bois et à guillotine. La véranda fait toute la façade et une partie du mur ouest de la maison.
De par les écrits de Gabrielle et de sa sœur Marie-Anna, la description de l'intérieur de la maison à l'époque des Roy est assez bien connue. Le rez-de-chaussée comprend une grande cuisine fonctionnelle. Le salon comprend un piano et des meubles dont les décorations complémentent le papier peint des murs. Le bureau de Léon Roy est décoré d'un large portrait de Wilfrid Laurier. Le second étage comprend quatre chambres à coucher et une salle de bains, alors que le grenier comprend deux chambres.

## Restauration
De 1997 à 2003, la maison a été remise à son état de 1918 au coût de 650 000 $ CA. Les plans de la restauration par l'architecte Cindy Chow de la firme Gaboury, Préfontaine, Perry, Architectes, sont inspirés de la maison Bernier, une autre maison de Saint-Boniface. Une fondation en béton a été construite et le plâtrage a été refait. La peinture a été remise à la couleur originale à la suite d'une étude faite par les services historiques du gouvernement provincial, qui a permis de déterminer la couleur des 15 couches de peinture que la maison a eu au cours du temps. Les plinthes, les boiseries, le lambrissage et les cimaises ont été restaurées. Les planchers de bois ont été conservés dans leur état originel. Dans la cuisine, la destruction du plancher de bois moderne et du linoleum met au jour le plancher de pin de la Colombie-Britannique d'origine. Les fenêtres à guillotine, les portes et les cloisons ont été remises à leur position originelle.
Quelques éléments modernes ont été installés dans le but de consacrer le statut de musée, comme une salle de bains au sous-sol pour les visiteurs, des gicleurs et une sortie de secours du côté est de la maison.
La maison a reçu le prix Conservation Award pour sa restauration de l'organisme Heritage Winnipeg.

## Tourisme
La maison Gabrielle-Roy est ouverte durant toute l'année. Depuis sa restauration, la maison héberge un musée dont la mission est de perpétuer la mémoire de Gabrielle Roy. La visite de la maison permet de faire connaitre la vie d'une famille canadienne française au tournant du XXe siècle. Elle offre aussi des activités touchant aux sciences humaines et à la communication orale. Le grenier comprend une exposition présentant la vie et l’œuvre littéraire de Gabrielle Roy.
La collection se compose de 737 spécimens et est administrée par le musée de Saint-Boniface.